# モノセントリック染色体

複製されたモノセントリック染色体。②がセントロメアであり、2つの姉妹染色分体を連結している領域である。有糸分裂の前期に、セントロメアに形成されるキネトコアが染色体を紡錘糸に接着する。

モノセントリック染色体（モノセントリックせんしょくたい、英: monocentric chromosome）はセントロメアを1つだけ持つ染色体を指し、こうした染色体ではその部分で細いくびれが形成される。
植物や動物のモノセントリック染色体のセントロメアは、高度な反復配列からなるDNA領域に形成されるのが一般的である。

## 構造
モノセントリック染色体は、染色体全長がセントロメアとして作用するホロセントリック染色体と対比される。モノセントリック染色体の場合、セントロメアは一次狭窄（primary constriction）内に位置するCenH3が存在する領域である。
ホロセントリック染色体は植物界や動物界を通じてみられ、線虫Caenorhabditis elegansなどが例である。ホロセントリック染色体には、DNA二本鎖切断後の染色体喪失を防ぐことができるという進化的利点がある。
セントロメアは紡錘体への接着点となる。

## 染色体異常
染色体の欠失、重複、転座によって、ポリセントリック染色体が生じる場合がある。ポリセントリック染色体は有糸分裂の後期に紡錘体の両極へ適切に移動しないため、細胞が死に至るという問題が生じる。